# 1583 Antilochus
1583 Antilochus eller 1950 SA är en trojansk asteroid i Jupiters lagrangepunkt L4. Den upptäcktes den 19 september 1950 av den belgiske astronomen Sylvain Arend i Uccle. Den har fått sitt namn efter Antilochos i den grekiska mytologin.
Asteroiden har en diameter på ungefär 108 kilometer.